# Gerard (Rapper)
Gerard (* 1987 in Wels, Oberösterreich; bürgerlich Gerald Hoffmann, früher Gerard MC) ist ein österreichischer Rapper, Schriftsteller, Musikmanager und Songwriter. Er ist Gründer und war bis Ende Februar 2020 Geschäftsführer der Creative Content Company Futuresfuture, welche ein Musiklabel und Management beinhaltet sowie Anteile an weiteren Projekten und Firmen hält.

## Leben
Mit 16 veröffentlichte Gerard 2003 seinen ersten Track Enttäuschungen auf dem HipHopConnection Tape Vol.3. Seine erste Maxi-Platte druck/jede Nacht erschien 2005 bei dem Label Stiege 44. Das zweite Mixtape, das er mit Bonz aufnahm, trug den Namen Most Loved, Most Hated/Voageschmock und erschien ebenfalls 2005. Nachdem er 2006 nach Wien umgezogen war, trat er der Hip-Hop-Vereinigung Rooftop Clique bei. Anfang 2007 veröffentlichte Gerard MC sein Debütalbum Rising Sun. Es folgten Auftritte unter anderem auf dem Donauinselfest in Wien (FM4-Bühne), sowie ein Auftritt auf Europas größtem Hip-Hop-Festival Splash! in Leipzig.
2009 veröffentlichte er seine zweite LP Blur. 2010 war er in der Schweiz mit einem Feature mit dem Schweizer Rapper Gimma auf dessen Album Unmensch vertreten. Im Jahr 2011 nahm ihn der deutsche Rapper Prinz Pi als Vorgruppe mit auf seine Tour de Prince, die durch Deutschland, Österreich und der Schweiz führte. 2012 erschien mit Toni Tell ein Album in Zusammenarbeit mit Gimma, welches ausschließlich in der Schweiz erhältlich war. Produziert wurde das Album von den österreichischen Produzenten Brenk, Fid Mella, Mainloop und Clefco, während sich für die Radio-Single Alles der Schweizer Claud verantwortlich zeigte. Das Album stieg auf Platz 31 der Schweizer Album-Charts ein.

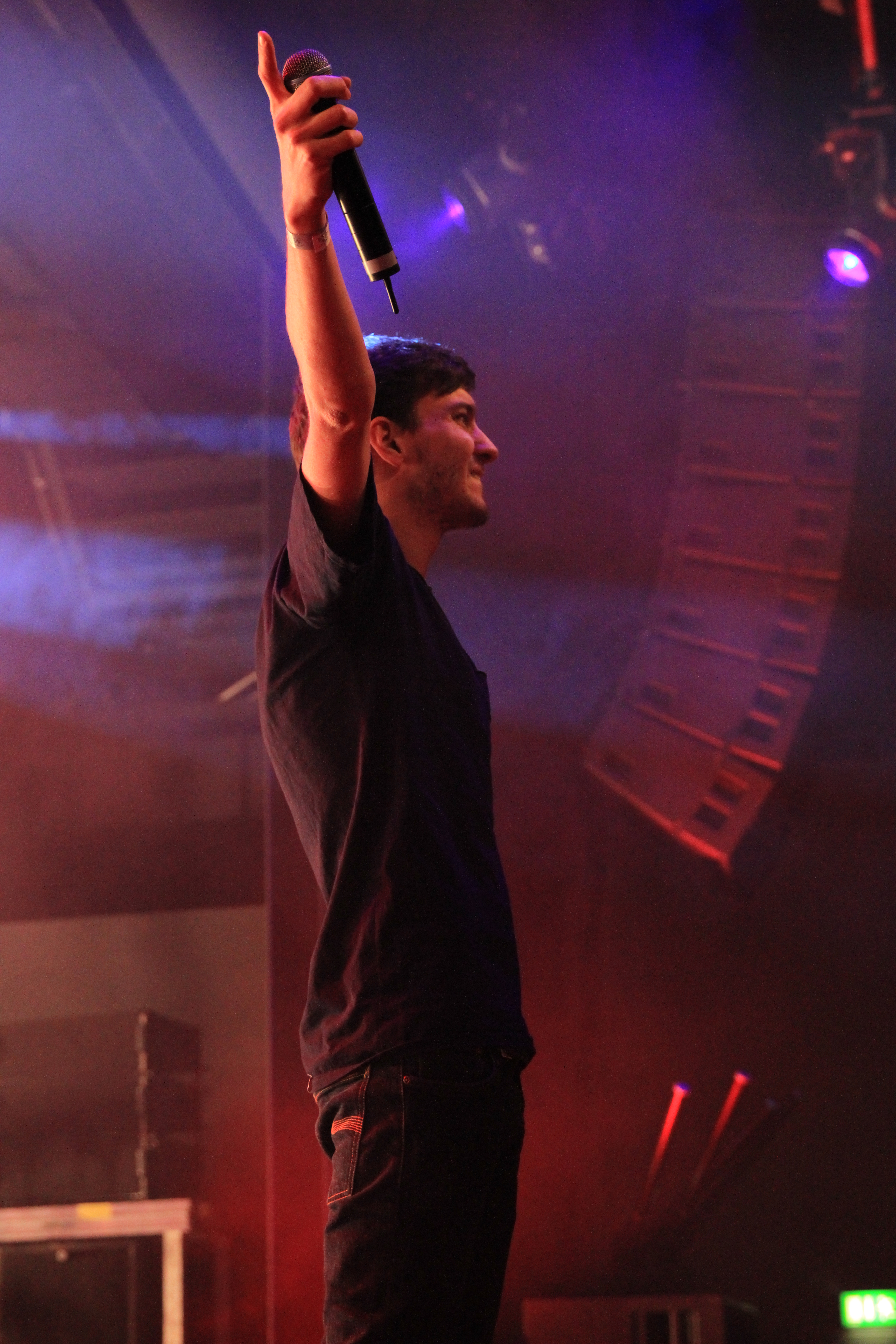
Gerard, Openin Festival, Mannheim 2014

2012 beendete Gerard erfolgreich sein Studium der Rechtswissenschaft in Wien, entschied sich jedoch gegen eine juristische Laufbahn. Er veröffentlichte im selben Jahr die erste Single Lissabon des neuen Albums Blausicht. Es folgte eine Tour durch Deutschland als Vorgruppe der deutschen Band Die Orsons, sowie die zweite Single Manchmal, welche von DJ Stickle produziert wurde. Sein Album Blausicht (2013) stieg auf Platz 11 der österreichischen Album-Charts ein. In Deutschland konnte sich das Album mit Platz 27 in den Charts positionieren, während es In der Schweiz Rang 66 belegte.
2014 lieferte Gerard sein Schauspieldebüt in dem Kurzfilm I see a darkness an der Seite von Jasna Fritzi Bauer ab. Der Film feierte Premiere am Noida International Film Festival in Indien und wurde dort mit dem Award für den besten Kurzfilm ausgezeichnet. 2015 erschien das Album Neue Welt. Das Video zur Single Höhe fallen war das erste Video weltweit, in welchem die Google DeepDream Technik angewendet wurde. Da sich bis zum damaligen Zeitpunkt der Deep Dream Effekt nur auf Bilder anwenden ließ, musste hierfür jedes Einzelbild, also jeder Frame des Videos einzeln mit dem Algorithmus bearbeitet werden. Das Album konnte sich wie schon sein Vorgänger in den Top 20 der österreichischen Album-Charts, bzw. Top 30 der deutschen Album-Charts platzieren. Die dazugehörige Neue Welt-Tour machte in 17 Städten in Deutschland, Österreich und der Schweiz halt.
Im Jahr 2017 gründete Gerard die Creative Content Company Futuresfuture gemeinsam mit Ilias Dahimene. Auf Futuresfuture sind mit Gerard selbst insgesamt 12 Künstler vertreten. Im Sommer 2017 veröffentlichte er sein Album AAA als erste Veröffentlichung seines neuen Labels. Es konnte nur in einer Box erworben werden, oder mit einem Pass inklusive Handynummer, auf welcher man anhand Demos und Sprachnachrichten die Entwicklung neuer Gerard-Musik begleiten kann. Die AAA-Tour führte Anfang Dezember durch Deutschland, Österreich und die Schweiz.
Seit 2019 ist Gerard auch als Autor und Komponist für andere Künstler tätig. So ist er etwa als Co-Writer für die Single Chaos von Mathea verantwortlich, welche mit einer Platin-Schallplatte ausgezeichnet wurde. Die zweite gemeinsame Single Wollt dir nur sagen erreichte Gold-Status. Er arbeitete als Songwriter unter anderem mit Paula Hartmann, Alma, Charli XCX, Jr. Blender und den Jugglerz.
Seit März 2020 ist er als Head of Artists and Repertoire bei Four Music (Sony Music) für die kreative und strategische Ausrichtung des Labels mitverantwortlich.
Im November 2022 erschien sein Debütroman „Ich hasse meine Freunde“ beim deutschen Buchverlag Kiepenheuer & Witsch.

## Diskografie
Alben
- 2007: Rising Sun
- 2009: Blur
- 2012: Toni Tell (mit Gimma)
- 2013: Blausicht
- 2015: Neue Welt
- 2017: AAA
- 2022: Blausicht 2

Mixtapes
- 2003: Vom Keller ins Erdgeschoss
- 2005: Most Loved, Most Hated/Vorgeschmack

Singles
- 2006: Druck/Jede Nacht (12" Vinyl)
- 2012: Standby
- 2012: Lissabon
- 2012: Manchmal
- 2013: Irgendwas mit rot
- 2015: Licht
- 2015: Durch die Nacht
- 2015: Höhe fallen
- 2017: Luftlöcher
- 2017: Konichiwa
- 2017: Moonbootica Mond
- 2017: Azurblau
- 2018: Voneinander weg
- 2018: Wach
- 2019: Nie mehr zurück
- 2019: Dein Problem

Gastbeiträge (Auswahl)
- 2007: Hoffnung Chakuza feat. Gerard Mc auf DJ Kitsune „Victory Part 2“
- 2010: DWS 1 Gimma feat. Gerard Mc auf Unmensch
- 2012: HEAD X SAD feat. Gerard, Ahzumjot, Olson (Freedownload)
- 2013: Wenn der Tag abreißt OK Kid feat. Gerard auf „OK KID“ (Four Music)
- 2013: Stehenbleiben Chakuza feat. Gerard auf „Magnolia (Premium Edition)“ (Four Music)

Juice-Exclusives
- 2011: Peoplez Talk (feat. Mc Temper) (Juice Exclusive! auf Juice-CD #75)
- 2012: Keep Going (feat. Thunderbird Gerard) (Juice Exclusive! auf Juice-CD #144)
- 2015: Gelb (feat. Maeckes) (auf Juice-CD #130)

## Autorenbeteiligungen
Die folgende Auflistung beinhaltet Lieder, die Gerard für andere schrieb und in denen er nicht als Sänger auftritt.
- 2019: Mathea: Chaos
- 2019: Mathea: Goldsucher
- 2019: Die Lochis: Nicht von dieser Welt
- 2019: Glasperlenspiel: Das Krasseste
- 2019: Matthias Schweighöfer: Echolot
- 2019: Karen: Optionen
- 2019: Marie Bothmer feat. Lord Esperanza: Nah
- 2019: Kayef: Drama
- 2019: Toksi: Ruf mich nicht an
- 2019: Marie Bothmer: Nein
- 2020: Mathea: Wollt dir nur sagen
- 2020: Karen: Repeat
- 2020: Mathea: Haus
- 2020: Matthias Schweighöfer: Lauf
- 2020: Mathea: High Waist
- 2020: Xavi: Immer erst dann
- 2020: Xavi: Bleib mit mir wach
- 2021: Paula Hartmann: Nie verliebt
- 2022: Fourty feat. Mathea: Wenn du mich vermisst
- 2022: Mathea: Funke, Flächenbrand
- 2022: Paula Hartmann: Babyblau
- 2023: Liska: Snooze
- 2023: Paula Hartmann feat. Domiziana: Babyblau Remix
- 2023: Mathea: Du + Ich
- 2023: RAF Camora feat. Mathea: Tränen
- 2023: Liska: Müde
- 2023: Marita: der eine
- 2023: Mathea: Herz
- 2023: Mathea: Summertime Love
- 2023: Marita: Too lost to love
- 2023: Mathea: 5671
- 2023: Mathea: Golf Coupe
- 2024: Christina Stürmer feat. Mathea: Scherbenmeer
- 2024: Mathea: Treibsand
- 2025: Mathea: 1 Leben lang
- 2025: Kendrick: Lieder die du magst
- 2025: Mathea: Du bist
- 2025: Lovis: Lilablau

## Filmografie
- 2014: I see a darkness (mit Jasna Fritzi Bauer) / Actor
- 2021: Water (mit Frederick Lau) / Writer[16]

## Bücher
- als Gerald Hoffmann: Ich hasse meine Freunde. Kiepenheuer & Witsch, Köln 2022, ISBN 978-3-462-05363-0.